# Koreanen
De Koreanen zijn een volk die het Koreaanse Schiereiland in Oost-Azië bewonen. Het bergachtige Noord-Korea beslaat 55 procent van het landoppervlak, maar heeft slechts de helft van het inwonersaantal van Zuid-Korea. Samen hebben ze 75 miljoen inwoners. In 1945 is Korea in tweeën gedeeld. De sfeer is nog steeds zeer gespannen, hoewel zuid en noord zich erg met elkaar verbonden voelen. Dit komt mede door de ligging, het Koreaans schiereiland ligt zeer geïsoleerd met aan drie kanten zee en aan één kant bergen.

## Taal en cultuur
De ligging tussen China in het noorden en westen en Japan in het oosten heeft de Koreanen sterk beïnvloed. In een ver verleden werd Korea al door China gekoloniseerd, waarna de Koreanen het Chinese schrift en kunstvormen overnamen. De Koreanen zijn nog steeds erg artistiek en leveren een grote bijdrage aan de Oost-Aziatische kunst. De taal is ook belangrijk geweest voor het ontwikkelen van de eigen identiteit. Het moderne Koreaans behoort tot de Altaïsche taalgroep, is verwant aan het Mongools en staat ver af van het Chinees, dat tot de Sino-Tibetaanse taalgroep behoort. De voorouders van de Koreanen zijn waarschijnlijk afkomstig van Mongoolse stammen, die zich in Korea vestigden in het 3e millennium v.Chr.
Koreaans ontstond in de 7e eeuw ten tijde van de Koreaanse eenwording en net als het Japans is de taal hiërarchisch van aard en afhankelijk van de sociale positie van de spreker. Tot de 15e eeuw gebruikten de Koreanen het Chinese schrift, hierna werd een eigen schrift ontwikkeld, het hangul. De veertig tekens van dit schrift geven de uitspraak zeer nauwkeurig weer. De breuk met het Chinese schrift stelde de Koreanen in staat een eigen stijl in schrijven te ontwikkelen, waarin liefde, humor en maatschappijkritiek tot uiting kwamen. In het hangul werden vele traditionele verhalen in boekvorm vastgelegd. In 2010 was vrijwel nergens in Azië het analfabetisme zo laag als in Noord- en Zuid-Korea.
Veel Koreanen hebben geen religieuze overtuiging. Anderen zijn boeddhist of christen. Kleine groepen zijn het confucianisme, chondogyo of het wonboeddhisme toegedaan. De Koreaanse inheemse godsdienst chondogyo, die complex en eclectisch van aard is, is geworteld in oude confucianistische en boeddhistische tradities, maar heeft ook christelijke elementen in zich.

## Koreanen buiten het Koreaans schiereiland
Buiten het Koreaanse schiereiland wonen de meeste Koreanen in de Chinese Autonome Koreaanse Prefectuur Yanbian, gelegen aan het drielandenpunt met Noord-Korea en Rusland. Hier is de bevolking voor 40% Koreaan, in totaal ruim 850.000 mensen. Ook in andere delen van China wonen Koreanen, voornamelijk in het Noordoosten van het land.
In Japan wonen bijna 900.000 Koreanen. Het grootste deel van de Koreaanse bevolking kwam in Japan tijdens de Tweede Wereldoorlog als arbeidskracht. Dit als gevolg van de annexatie van Korea door Japan in 1910. De Koreanen die in Japan wonen worden aangeduid met "Zainichi" (在日コリアン, Zainichi Korian), dat wonend in Japan betekent.
Abazijnen ·
Abchaziërs ·
Achvachen ·
Adygeeërs ·
Aino ·
Aleoeten ·
Aljoetoren ·
Altaj (Oirot) ·
Andi ·
Armeniërs ·
Avaren ·
Azerbeidzjanen·
Balkaren ·
Baraba ·
Basjkieren ·
Bergjoden ·
Boerjaten ·
Chakassen ·
Chanten ·
Chinezen ·
Dargienen ·
Dolganen ·
Enetsen ·
Evenen ·
Evenken ·
Georgiërs ·
Grieken ·
Ingoesjen ·
Ingriërs ·
Itelmenen ·
Jakoeten ·
Joden ·
Joekagieren ·
Joepiken ·
Kabardijnen ·
Kalmukken ·
Kamtsjadalen ·
Karatsjajers ·
Kareliërs ·
Kazachen ·
Kereken ·
Ketten ·
Komi ·
Koreanen ·
Korjaken ·
Korjo-saram ·
Krim-Tataren ·
Lezgiërs ·
Mansen ·
Mari (Tsjeremissen) ·
Meschetische Turken ·
Mordwienen ·
Nanai ·
Negidalen ·
Nenetsen (Joeraken) ·
Nganasanen ·
Nivchen (Giljaken) ·
Nogai ·
Oedegen ·
Oedmoerten ·
Oekraïners ·
Oeltsjen ·
Oezbeken ·
Oroken ·
Orotsjen ·
Osseten ·
Polen ·
Pomoren ·
Rusland-Duitsers (inclusief Wolga-Duitsers) ·
Russen ·
Samen (Lappen) ·
Selkoepen ·
Sjoren ·
Sojoten ·
Tabassaranen ·
Perzen (Tadzjieken) ·
Taten ·
Teleoeten ·
Tofalaren ·
Tsachoeriërs (Caxur) ·
Tsjerkessen ·
Tsjetsjenen (Noxchi) ·
Tsjoektsjen ·
Tsjoelymen ·
Tsjoevanen ·
Tsjoevasjen ·
Turkmenen ·
Toevanen ·
Wepsen ·
Belarussen (Wit-Russen) ·
Wolga-Tataren ·
Woten
Achang · Akha · Bai · Baima · Blang (Bulong) · Bonan · Buyi · Dai · Daur · De'ang · Dong · Dongxiang · Drung · Evenken · Gaoshan (Taiwanese aboriginals) · Gelao · Gin (Vietnamezen) · Han · Hani · Hlai (Li) · Hui · Jingpo · Jino · Kazachen · Kirgiezen · Koreanen · Lahu · Lhoba · Lisu · Mantsjoes · Maonan · Miao (Hmong) · Mongolen · Monpa (Menba) · Mulam (Mulao) · Nanai (Hezhe) · Naxi · Nu · Oeigoeren · Oezbeken · Oroqen · Pumi · Qiang · Russen · Salar · She · Sui · Tadzjieken · Tataren · Tibetanen (Zang) · Tu · Tujia · Wa (Va) · Yao · Yi · Yugur · Xibe · Zhuang